# Sablia punctibilineata
Sablia punctibilineata är en fjärilsart som beskrevs av Lucas 1937. Sablia punctibilineata ingår i släktet Sablia och familjen nattflyn. Inga underarter finns listade.